# Йоанна Моро
Йоанна Моро (пол. Joanna Moro; нар. 13 грудня 1984, Вільнюс, Литовська РСР, СРСР) — польська акторка.

## Біографія
Йоанна Моро народилася і виросла у Вільнюсі, Литва, у польській родині. Закінчила вільнюську гімназію імені Адама Міцкевича.
Актриса належала до театрального кола школи на чолі з литовською активісткою польського походження Іриною Литвинович, також виступала в польському театрі у Вільнюсі.
У 2003 році переїхала з Литви до Польщі, у Варшаву, на навчання і постійне місце проживання. Випускниця Театральної академії імені Александра Зельверовича у Варшаві (2007).
Проривом у її кар'єрі стала роль співачки Анни Герман у телесеріалі «Анна Герман. Таємниця білого янгола». У червні 2013 року Йоанна провела 50-тий Національний фестиваль польських пісень в Ополе. У тому ж році, разом з Ольгою Соманською та Агнешкою Бабич, випустила пісню Анни Герман.
Навесні 2014 року Йоанна брала участь у першому випуску «Dancing with the Stars» («Танці з зірками») від Polsat TV. Її партнером на танцювальному майданчику був Рафал Мазерак, у фіналі пара посіла 2-е місце. Восени 2016 року Йоанна Моро стала учасницею шостого випуску програми «Ваше обличчя знайоме», що транслювався на Polsat TV. Як і Ферджі, актриса отримала чек на суму 10 000 злотих за восьмий епізод, який присвятила підопічним фонду «Допомога в часі».

## Особисте життя
З 2003 року живе у Варшаві. Володіє польською, англійською, італійською, литовською та російською мовами. Її чоловік — Мирослав Шпилевський. У них є два сини: Микола та Ярема. 6 серпня 2019 року актриса підтвердила, що чекає третю дитину. 30 січня 2020 року народила дівчинку Єву.

## Фільмографія
- 1997: Klan — Patrycja Wolska
- 1999: Na dobre i na złe — дочка Сабіни
- 2000: M jak miłość — kandydatka na współlokatorkę Madzi i młodych Zduńskich
- 2000: Plebania — Agata
- 2002: Samo życie — klientka wrocławskiej restauracji, w której pracę kelnerki podjęła Donata Leszczyńska
- 2005: Magda M. — Basia Lubicka
- 2007: Na Wspólnej — Edyta Dudek
- 2007: Kopciuszek — Сандра
- 2007: Hela w opałach — Магда
- 2007: Faceci do wzięcia
- 2007: Mamuśki — Марися
- 2007: Barwy szczęścia — Зося
- 2008: Londyńczycy — Аня
- 2008: Na kocią łapę — Кашя
- 2009: Mniejsze zło — студентка
- 2009: Randka w ciemno — подружка з пабу
- 2009: Majka — pielęgniarka Kamila
- 2011: Wiadomości z drugiej ręki — Mariola
- 2012: «Анна Герман. Таємниця білого янгола» — Анна Герман
- 2014: «Тальянка» — Джульєтта Каннаваро
- 2014: Blondynka — Сильвія Кубус
- 2016: Пес рудий - лікар
- 2016: Анна Герман. Будинок кохання та сонця
- 2020: Raz, jeszcze raz - Едіта
- 2021: Tatuskowie - Сильвія